# Bots
Bots (francès Boutx) és un municipi occità de Comenge, a Gascunya, situat en el departament de l'Alta Garona, a la regió d'Occitània.